# Antoni Berezowski
Pour les articles homonymes, voir Berezowski.
Antoni Berezowski (né le 9 mai 1847 à Avartin (uk), près de Jytomyr, Empire russe, et mort le 22 octobre 1916 à Bourail, Nouvelle-Calédonie) est un patriote polonais, responsable d'une tentative d'assassinat sur l'empereur russe Alexandre II.

## Biographie
Berezowski est le fils de nobles polonais, professeurs de musique. En 1863, à l'âge de 16 ans, il participe à l'insurrection polonaise. Réfugié en 1864, dès 1865 il vit dans Paris, travaille dans un atelier de serrurier. En 1867, quand Alexandre II arrive à Paris pour l'Exposition universelle, il forme le projet d'assassiner le tsar pour libérer sa patrie. À Longchamp le 6 juin 1867 à 17 h, il tire sur le tsar, qui revenait d'une inspection militaire (le tsar était accompagné de deux de ses fils et de l'empereur Napoléon III). Le pistolet à deux canons explose lors du coup de feu, la balle déviée tue le cheval de Firmin Rainbeaux, écuyer de Napoléon III. Berezowski, blessé à la main par l'explosion, est alors maîtrisé par la foule et arrêté.

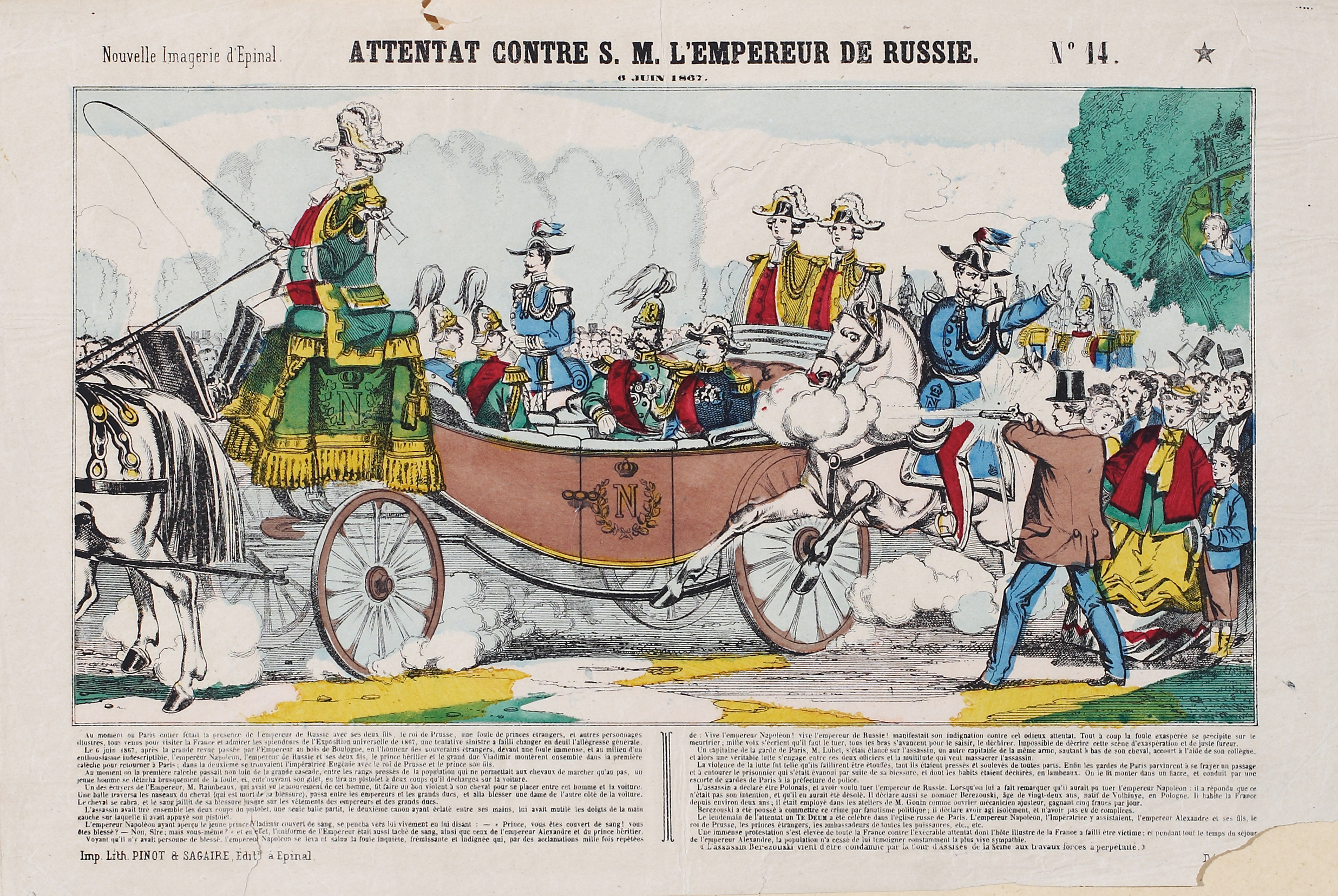

Le 15 juillet se tient son procès, il déclare avoir voulu tirer sur le tsar dans le but de libérer sa patrie; exprimant des regrets d'avoir fait cela dans un pays ami : la France. Défendu par Emmanuel Arago, Berezowski échappe à la peine de mort. Il est déporté au bagne de l'île de Nou (Nouvelle-Calédonie). En 1886, le bagne est remplacé par un exil à vie. En 1906, il est amnistié par le gouvernement Clemenceau, mais décide de rester en Nouvelle-Calédonie, où il meurt en 1916.